# Santa Cruz (Trinidad y Tobago)
Santa Cruz es una localidad de Trinidad y Tobago, que forma parte de la región de San Juan-Laventille.

## Geografía
La localidad abarca parte de la isla Trinidad y limita al norte con La Pastora, al sur con Febeau Village y Lower Santa Cruz, al este con La Canoa y al oeste con Cantaro Village y Mon Repos.

## Demografía
Datos demográficos de la localidad de Santa Cruz:
| Gráfica de evolución demográfica de Santa Cruz entre 2000 y 2011 |
|                                                                  |